# TT359
La tombe thébaine TT 359 est située à Deir el-Médineh, dans la nécropole thébaine, sur la rive ouest du Nil, face à Louxor en Égypte.
C'est la sépulture du contremaître Inerkhaouy, fils de Hay, chef de l'une des deux équipes d'artisans du village de Deir el-Médineh qui œuvrait durant l'époque ramesside (règnes de Ramsès III et Ramsès IV). Sa femme s'appelle Ouab.

## Description
La tombe est intégrée dans un complexe funéraire familial qui englobe sur une vaste terrasse de vingt-huit mètres de long sur quatorze mètres de large les tombeaux d'Inerkhaou(y) (TT359), de son grand-père Qaha (TT360) et de son arrière-grand-père Houy (TT361).
La fresque ci-contre représente le dieu Rê attaquant le serpent Apophis. Rê est représenté sous la forme d'un « grand » chat ; l'épithète « grand » est symbolisé par les oreilles d'âne.